# Свенти-Эрсетиц, Юстина
Юстина Свенти-Эрсетиц (пол. Justyna Święty-Ersetic; род. 3 декабря 1992, Рацибуж, Силезское воеводство, Польша) — польская легкоатлетка, специализирующаяся в беге на 400 метров. Призёр чемпионатов мира и Европы в помещении, чемпионка Универсиады (2015) в эстафете 4×400 метров. Многократная чемпионка Польши. Чемпионка Олимпийских игр 2020 в Токио.

## Биография
В шестом классе школы впервые приняла участие в региональных соревнованиях среди школ, где заняла второе место в беге на 400 метров. Талант Юстины заметили тренеры и пригласили заниматься лёгкой атлетикой регулярно. Её результаты росли с каждым годом, и уже в 16 лет позволили попасть в юношескую сборную Польши на чемпионат мира среди спортсменов до 18 лет. Там Юстина выступала в шведской эстафете на заключительном этапе (400 м) и привела свою команду к 6-му месту в финале.
В 2011 году стала серебряным призёром юниорского чемпионата Европы в эстафете 4×400 метров. А уже в следующем сезоне ей удался настоящий прорыв. На национальном чемпионате Свенти улучшила личный рекорд в беге на 400 метров более чем на 2,5 секунды (с 55,51 до 52,81) и заняла 3-е место. Это достижение открыло для неё путь в главную команду страны, которую она представляла летом 2012 года на чемпионате Европы (выбыла в предварительных забегах в личном виде и была 8-й в эстафете) и Олимпийских играх в Лондоне (польки не смогли выйти в финал эстафеты).
Отличилась на молодёжном чемпионате Европы 2013 года, где стала бронзовым призёром в беге на 400 метров и победительницей в эстафете 4×400 м.
Одно из лучших выступлений в карьере Юстины пришлось на домашний чемпионат мира в помещении, который прошёл в польском Сопоте в марте 2014 года. В предварительном забеге на 400 метров она установила личный рекорд (52,13), в полуфинале стала единственной европейской спортсменкой, пробившейся в решающий забег. Там она заняла 4-е место уступив 0,14 секунды в борьбе за медаль Шоне Миллер с Багамских Островов.
На летнем чемпионате Европы 2014 года участвовала в полуфинале в личном виде и стала 5-й в эстафете.
Зимой 2015 года помогла команде завоевать эстафетную бронзу чемпионата Европы в помещении. Юстина бежала на последнем этапе и смогла опередить в борьбе за подиум Зузану Гейнову из Чехии. В летнем сезоне на Универсиаде в корейском Кванджу была 6-й на 400-метровой дистанции и стала чемпионкой в эстафете.
На чемпионате мира в помещении 2016 года смогла не только повторить результат предыдущего первенства (снова вышла в индивидуальный финал, где финишировала 5-й), но и улучшить его. В эстафете 4×400 метров привела команду к серебряным медалям, проиграв лишь явным фаворитам из сборной США.
Вошла в число 8 сильнейших бегуний на чемпионате Европы 2016 года, став 6-й в финале.
Участвовала в Олимпийских играх в Рио-де-Жанейро. В полуфинале бега на 400 метров установила личный рекорд 51,62, но его не хватило для выхода в решающий забег. В эстафете квалифицировалась со сборной Польши в финал, где заняла 7-е место.
На Чемпионате Европы в помещении в польском Торуне в марте 2021 года завоевала серебряную медаль на дистанции 400 метров с результатом 51,41.
Является студенткой Академии физической культуры в Катовице. Тренируется под руководством Александра Матусиньского.

## Основные результаты
| Год  | Турнир                          | Место проведения          | Дисциплина        | Место       | Результат |
| ---- | ------------------------------- | ------------------------- | ----------------- | ----------- | --------- |
| 2009 | Чемпионат мира среди юношей     | Брессаноне, Италия        | шведская эстафета | 6-е         | 2.10,01   |
| 2010 | Чемпионат мира среди юниоров    | Монктон, Канада           | эстафета 4×400 м  | 8-е (заб.)  | 3.38,96   |
| 2011 | Чемпионат Европы среди юниоров  | Таллин, Эстония           | эстафета 4×400 м  | 2-е         | 3.35,35   |
| 2012 | Чемпионат Европы                | Хельсинки, Финляндия      | 400 м             | 19-е (заб.) | 53,68     |
| 2012 | Чемпионат Европы                | Хельсинки, Финляндия      | эстафета 4×400 м  | 8-е         | 3.30,17   |
| 2012 | Олимпийские игры                | Лондон, Великобритания    | эстафета 4×400 м  | 11-е (заб.) | 3.30,15   |
| 2013 | Командный чемпионат Европы      | Гейтсхед, Великобритания  | 400 м             | 7-е         | 52,79     |
| 2013 | Командный чемпионат Европы      | Гейтсхед, Великобритания  | эстафета 4×400 м  | 5-е         | 3.31,35   |
| 2013 | Чемпионат Европы среди молодёжи | Тампере, Финляндия        | 400 м             | 3-е         | 52,22     |
| 2013 | Чемпионат Европы среди молодёжи | Тампере, Финляндия        | эстафета 4×400 м  | 1-е         | 3.29,74   |
| 2013 | Чемпионат мира                  | Москва, Россия            | эстафета 4×400 м  | 9-е (заб.)  | 3.29,75   |
| 2014 | Чемпионат мира в помещении      | Сопот, Польша             | 400 м             | 4-е         | 52,20     |
| 2014 | Чемпионат мира в помещении      | Сопот, Польша             | эстафета 4×400 м  | 4-е         | 3.29,89   |
| 2014 | Чемпионат мира по эстафетам     | Нассау, Багамские Острова | эстафета 4×400 м  | 5-е         | 3.27,37   |
| 2014 | Командный чемпионат Европы      | Брауншвейг, Германия      | 400 м             | 9-е         | 53,32     |
| 2014 | Командный чемпионат Европы      | Брауншвейг, Германия      | эстафета 4×400 м  | 5-е         | 3.29,02   |
| 2014 | Чемпионат Европы                | Цюрих, Швейцария          | 400 м             | 13-е (1/2)  | 52,85     |
| 2014 | Чемпионат Европы                | Цюрих, Швейцария          | эстафета 4×400 м  | 5-е         | 3.25,73   |
| 2015 | Чемпионат Европы в помещении    | Прага, Чехия              | 400 м             | 9-е (1/2)   | 53,53     |
| 2015 | Чемпионат Европы в помещении    | Прага, Чехия              | эстафета 4×400 м  | 3-е         | 3.31,90   |
| 2015 | Чемпионат мира по эстафетам     | Нассау, Багамские Острова | эстафета 4×400 м  | 5-е         | 3.29,30   |
| 2015 | Командный чемпионат Европы      | Чебоксары, Россия         | 400 м             | 6-е         | 52,67     |
| 2015 | Универсиада                     | Кванджу, Южная Корея      | 400 м             | 6-е         | 52,44     |
| 2015 | Универсиада                     | Кванджу, Южная Корея      | эстафета 4×400 м  | 1-е         | 3.31,98   |
| 2015 | Чемпионат мира                  | Пекин, Китай              | эстафета 4×400 м  | 15-е (заб.) | 3.32,83   |
| 2016 | Чемпионат мира в помещении      | Портленд, США             | 400 м             | 5-е         | 52,46     |
| 2016 | Чемпионат мира в помещении      | Портленд, США             | эстафета 4×400 м  | 2-е         | 3.31,15   |
| 2016 | Чемпионат Европы                | Амстердам, Нидерланды     | 400 м             | 6-е         | 51,96     |
| 2016 | Чемпионат Европы                | Амстердам, Нидерланды     | эстафета 4×400 м  | 4-е         | 3.27,60   |
| 2016 | Олимпийские игры                | Рио-де-Жанейро, Бразилия  | 400 м             | 17-е (1/2)  | 51,62     |
| 2016 | Олимпийские игры                | Рио-де-Жанейро, Бразилия  | эстафета 4×400 м  | 7-е         | 3.27,28   |